# Thomas Meczele

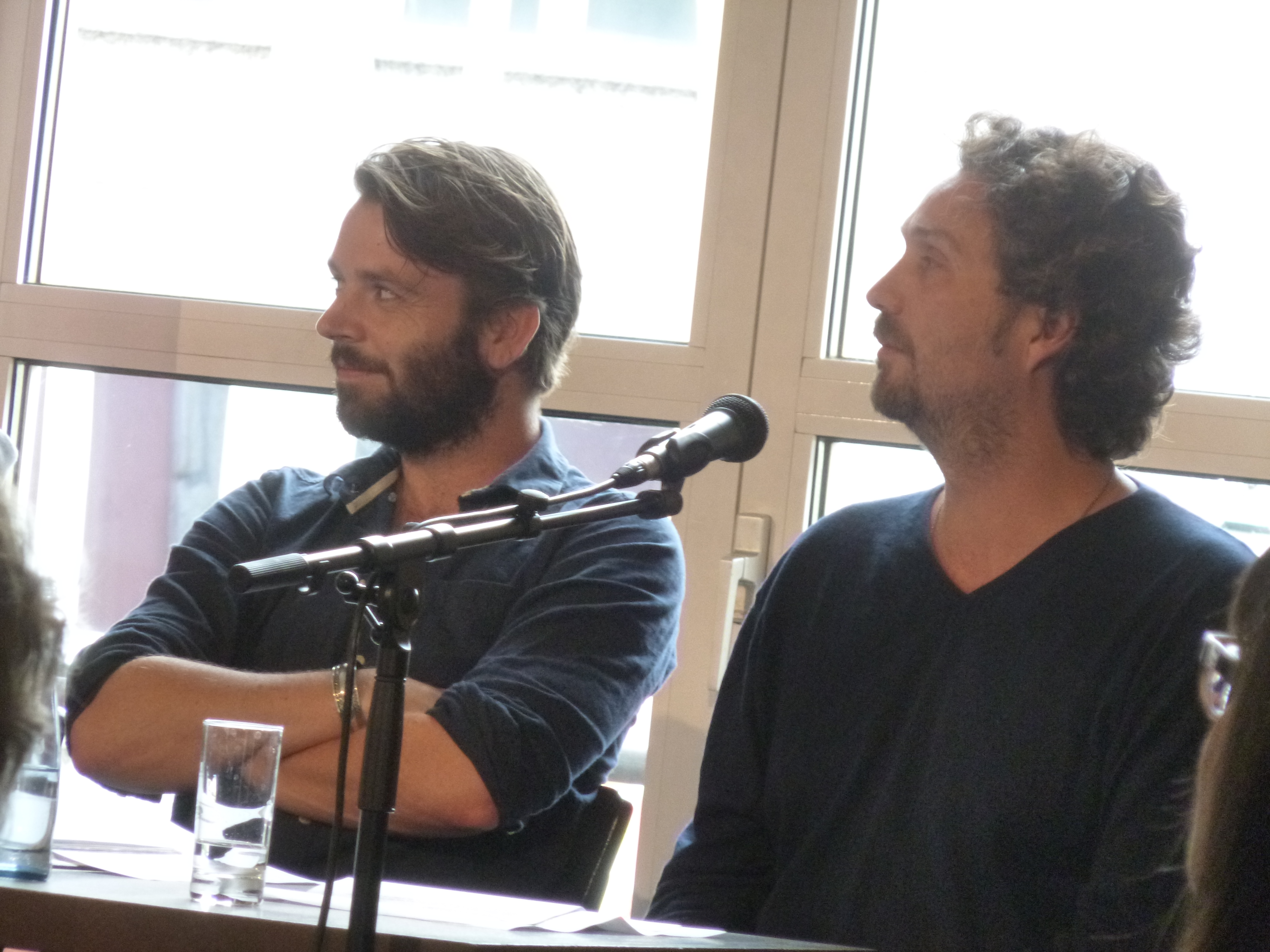
Thomas Meczele und Gustav Rueb (2015)

Thomas Meczele (* 1980 im Ruhrgebiet) ist ein deutscher Schauspieler. Er ist Mitglied des Ensembles des Kasseler Staatstheaters.

## Ausbildung
Meczele absolvierte seine Schauspielausbildung am Max Reinhardt Seminar, Wien.
Er war engagiert u. a. am Düsseldorfer Schauspielhaus, am Schlosstheater Schönbrunn, in der Tonhalle Düsseldorf, am Admiralspalast in Berlin und am Volkstheater in Wien. Seit 2010 ist Thomas Meczele festes Mitglied im Ensemble des Kasseler Staatstheaters.
Er arbeitete u. a. mit Klaus Maria Brandauer, Thomas Schulte-Michels, Georg Schmiedleitner, Dieter Berner, Gil Mehmert und Stephan Müller.
Für seine Darstellung des Peter in Das letzte Feuer von Dea Loher am Volkstheater Wien wurde Thomas Meczele mit dem 2009/2010 Karl-Skraup-Preis als bester Nachwuchsdarsteller ausgezeichnet.

## Theaterarbeiten (Auswahl)
- Das letzte Feuer (Volkstheater Wien 2009)
- Der Kaufmann von Venedig (Staatstheater Kassel 2012)
- Anatol (Staatstheater Kassel 2013)
- Dantons Tod (Staatstheater Kassel 2013)
- Die Jungfrau von Orleans (Staatstheater Kassel 2013)
- Der Impresario von Smyrna (Staatstheater Kassel 2014)

## Auszeichnungen
- 2009/10: Karl-Skraup-Preis für hervorragende schauspielerische Leistung als Nachwuchsschauspieler